# Kenenisa Bekele
Kenenisa Bekele (Oromo: Qananiisaa baqqalaa, Amarik:ቀነኒሳ በቀለ; Bekoji, 13. lipnja 1982.) etiopski je dugoprugaš. Bivši je svjetski rekorder na 5000 metara i 10000 metara od 2004. (5.000 m) i 2005. (10.000 m) do 2020. godine. Na Ljetnim olimpijskim igrama 2008. godine osvojio je zlatnu medalju na disciplinama 5000 m i 10 000 m. Na Olimpijskim igrama 2004. godine osvojio je zlatnu medalju na 10 000 m i srebrnu na 5000 m. 
Najuspješniji je trkač u povijesti svjetskog prvenstva u krosu, sa šest naslova na 12 km i pet na 4 km. Pobijedio je u utrci na 10.000 m na Svjetskom prvenstvu u atletici 2003., 2005., 2007. i 2009. (izjednačavajući rekord od četiri uzastopne pobjede Hailea Gebrselassieja). Kenenisa je bio bez poraza na 10 000 m od svog debija 2003. do 2011., kada nije uspio dovršiti utrku u finalu Svjetskog prvenstva. 
Osvajač je 5 zlatnih medalja na svjetskim atletskim prvenstvima te 3 zlatne i 1 srebrne medalje na OI. Bekele ima mlađeg brata, također dugoprugaša Tariku Bekelea.

## Osobni rekordi
| Disciplina | Vrijeme  | Datum              | Lokacija  |
| ---------- | -------- | ------------------ | --------- |
| 1 500 m    | 3:32.35  | 28. rujna 2007.    | Šangaj    |
| 3 000 m    | 7:25.79  | 7. kolovoza 2007.  | Stockholm |
| 5 000 m    | 12:37.35 | 31. svibnja 2004.  | Hengelo   |
| 10 000 m   | 26:17.53 | 26. kolovoza 2005. | Bruxelles |